# Maurice Barrier
Maurice Barrier (Malicorne-sur-Sarthe, 8 de junio de 1932 - Montbard, 12 de abril de 2020) fue un actor y cantante francés.

## Biografía

### Primeros años
Barrier era hijo de un ebanista y su primer trabajo fue en el taller de su padre. Mientras estaba en Rennes, a los 28 años conoció a varios actores residentes en el Teatro Nacional de Bretaña, e hizo su debut en el escenario en Caligula, obra escrita por Albert Camus.[cita requerida]

### Papeles relevantes
Su primer papel importante en televisión fue en la película La Prise de pouvoir par Louis XIV. Sus otras películas importantes fueron: Le grand blond avec une chaussure noire, Deux hommes dans la ville, Black and White in Color, El cabezazo (Coup de tête) y Flic Story. Trabajó junto a varios actores, como Jean-Paul Belmondo, Jean Gabin, Alain Delon, Pierre Richard, Gérard Depardieu y Gérard Jugnot.[cita requerida]

### Matrimonio
Barrier estuvo casado con la actriz Hélène Manesse, con quien vivió en Montreal, Francia, desde 1962.[cita requerida]

### Fallecimiento
Su deceso ocurrió el 12 de abril del 2020, en Montbard, a la edad de 87 años, debido al COVID-19, causado por el virus SARS-CoV-2, durante la pandemia de enfermedad por coronavirus.